# Eric Hoffmann
Eric Hoffmann (ur. 21 czerwca 1984) – luksemburski piłkarz występujący na pozycji obrońcy. Zawodnik klubu Jeunesse Esch.

## Kariera klubowa
Hoffmann seniorską karierę rozpoczynał w 2001 roku w czwartoligowym zespole Orania Vianden. W 2002 roku trafił do Etzelli Ettelbruck. W 2003 oraz w 2004 roku wystąpił z nią w finale przegranego Pucharu Luksemburga. W 2007 roku wywalczył z zespołem wicemistrzostwo Luksemburga. W 2009 roku odszedł do drużyny Jeunesse Esch z którą w 2010 roku zdobył mistrzostwo Luksemburga.

## Kariera reprezentacyjna
W reprezentacji Luksemburga Hoffmann zadebiutował 27 marca 2002 roku w przegranym 0:3 towarzyskim meczu z Łotwą.